# Publius Licinius Crassus Dives (consul in 205 v.Chr.)
Publius Licinius Crassus Dives (ca. 240 v.Chr. - 183 v.Chr.) was een Romeins politicus en de eerste uit de gens Licinia om het cognomen Dives (“de rijke”) te krijgen omwille van een enorme erfenis die hij had ontvangen en waaraan hij zijn enorme rijkdom dankte.
Hij werd op nog zeer jong leeftijd pontifex (voor 216 v.Chr.) en gaf in het volgende jaar (212 v.Chr.) als aedilis curulis prachtige spelen.
Hij was achtereenvolgens censor (bij uitzondering nog voordat hij consul was geweest), praetor en uiteindelijk in 205 v.Chr. consul samen met Publius Cornelius Scipio Africanus maior.  Als zodanig werd hem het bevel tegen Hannibal Barkas in Beneden-Italië opgedragen, waarbij echter geen ernstige ontmoetingen plaatshadden.
Hij vocht in het volgende jaar als proconsul roemvol in de slag bij Crotona tegen Hannibal.
Hij stierf in 183 v.Chr. Hij had als pontifex maximus een grote naam omwille van zijn rechtskennis.